# بيرليه مونتشيل
بيرليه مونتشيل (بالفرنسية: Berles-Monchel)‏ هي بلدية تقع في إقليم باد كاليه من منطقة نور با دو كاليه في شمال فرنسا. تبلغ مساحة هذه المدينة 8.33 (كم²)، وترتفع عن سطح البحر 210 م، يبلغ عدد سكانها 467 نسمة حسب إحصاء المعهد الوطني للإحصاء والدراسات الاقتصادية سنة 2009 م. وترأس Jean-Jacques Thellier البلدية خلال فترة (2008-2014).